# La balada de Vlad Tepes
La balada de Vlad Tepes es una película uruguaya de 2009. Dirigida por Guzmán Vila y protagonizada por Silvio Galizzi, Daniel Guridi, Herarpo Trápani, Luis Gallo, Mónica Núñez, Wilson Silvera y Carlos Maceiras, el film de terror mezcla el suspenso, la comedia negra e incluso un toque de wéstern. Con guiños al antihéroe español Torrente, se reconocen también en el film homenajes al novelista y director de cine Stephen King, célebre por sus novelas del género de terror, y al director John Carpenter.

## Protagonistas
- Silvio Galizzi
- Daniel Guridi
- Herarpo Trápani
- Luis Gallo
- Mónica Núñez
- Wilson Silvera
- Carlos Maceiras

## Premios
- Festival Montevideo Fantástico (2009): premio del público a la mejor película.[2]